# شنب غازان

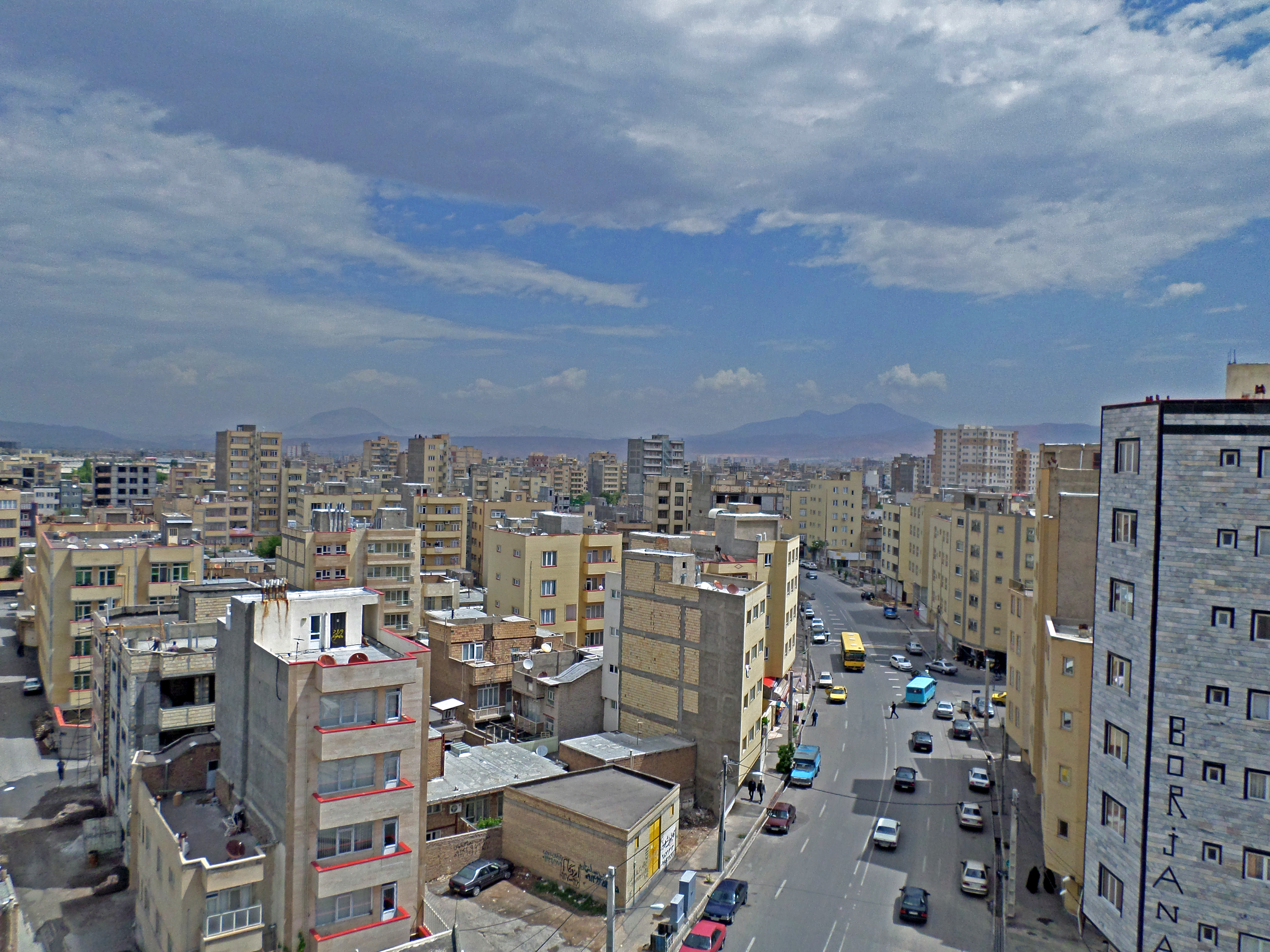
نمایی از محلهٔ شنب غازان

شَنْبِ غازان، غازانیّه یا شامِ غازان (تلفظ محلی: شامْغازان) نام یکی از محلّه‌های تاریخی شهر تبریز است.
این محله در زمان ایلخانان در قالب روستایی به نام شنب یا شام ابتدا با نام ارغونیه توسعه یافته و سپس با نام غازانیه به یک شهر اقماری برای تبریز تبدیل شد. رونق و شکوه اصلی این محله در همین زمان و با نام غازانیه بود.
در قرن هشتم از این شهر به‌عنوان اثری که در ایران مانندش پیدا نمی‌شود یاد شده است. این منطقه در طول تاریخ نقش بزرگی در تاریخ آذربایجان، ایران و عثمانی بر عهده داشته است. باغات سرسبز، خاک حاصلخیز و هوای مساعد آن نیز از ویژگی‌های شنب غازان در گذشته بوده است.
امروزه شنب غازان یکی از مناطق غرب تبریز بوده و بدون احتساب اراضی غیر مسکونی از طرف شمال به خانه سازی و چهار راه اخونی و از جنوب به خیابان راه‌آهن و از غرب به جاده سنتو یا بلوار کارگر و از شرق به خیابان دامپزشکی یا شهید نجاتی محدود می‌شود.
این محله در همسایگی محلات «آخونی»، «خطیب»، «حکم‌آباد»، «قراملک» و «خانه‌سازی» «اره گر» قرار دارد.

## وجه تسمیه

### شام غازان
شام نام اصیل شنب غازان است و قبل از ساخت شهر ارغونیه با این نام شناخته شده بود. شام را به‌معنای مکان هموار و حاصلخیز معنی کرده‌اند، در مفهوم دیگر به معنای سرزمین سمت چپ می‌باشد. باتکیه به‌این  توضیحات شام غازان یعنی سرزمین هموار و حاصل خیز در سمت غرب که منسوب به غازان خان است.

### شنب غازان
شنب را بعضی از صاحب‌نظران در فارسی گنبد معنی کرده‌اند و بعضی نیز در مغولی مزار و شنب غازان را به‌معنای مزار یا گنبد غازان خان شناخته‌اند اما مسئله این است که شنب نیز قبل از وجود غازان خان به این محل گفته می‌شد.

### نظریهٔ اشتراک شنب و شام
استاد محمد روشن در کتاب جلد سوم جامع‌التواریخ (تعلیقات و حواشی) بیان می‌دارد که شم~شنب~شمب مخفف واژهٔ مغولی Shamb(h)ala به‌معنای بهشت، مدینهٔ فاضله و اوتوبیا است که آن نیز از واژهٔ سانسکریت چامبهالا اتخاذ شده است. با این قیاس چه شنب غازان و چه شام غازان به‌معنای بهشت غازان خان می‌باشد.

## تاریخ

### از شام تا غازانیه
قبل از سلطنت ارغون خان چهارمین پادشاه سلسلهٔ ایلخانان، شنب غازان روستایی در چند فرسخی غرب تبریز بود و شام یا شنب نامیده می‌شد.
در آن‌زمان شام خوش آب و هواترین و از نظر جغرفیایی بهترین مکان تبریز به حساب می‌آمد که دارای زمینی پوشیده از سبزه بود که در تاریخ مبارک غازانی از آن به‌عنوان مرغزار شام نیز نام برده شده است.
بعد از جلوس ارغون خان به سلطنت در سال ۶۸۳ هـ ق (۱۲۸۴ مـ) شهری به نام ارغونیه در مکان شام تبریز بنا کرد و معبدی بودایی بنابر کیش خود ساخت که بر دیوارهای آن نقش وی را نقاشی کرده بودند و یکی از زیباترین معابد بودایی آن زمان به‌شمار می‌رفت همچنین خانه‌های عالی و اشرافی پیرامون آن ساخت و آن‌جا را به حد جلال رساند. کوشک عادلیه نیز از یادگارهای او بود.
بعد از به پادشاهی رسیدن سلطان محمود غازان خان هفتمین پادشاه ایلخانی در ذی الحجهٔ ۶۹۴ هـ ق (۱۲۹۵ مـ) و ورود او در همان سال به تبریز، چون مسلمان شده بود، دستور داد تمامی معابد غیر اسلامی را نابود کنند همچنین معبد ارغونیه را نیز که ساخت پدرش بود ویران کرد و به جایش مسجد زیبایی ساخت. چون به توسعه و آبادانی علاقهٔ بسیاری داشت و به کارهای خیر نیز مبادرت می‌نمود شروع به ساخت ابنیهٔ خیریه‌ای کرد که معروف به ابواب‌البرّ (درهای نیکی – مؤسسات خیریه) شد.
بزرگ‌ترین این ابواب‌البر در شام تبریز در مکان فعلی شهر ارغونیه ساخته شد؛ هستهٔ مرکزی شهر را بنای باعظمت مقبرهٔ غازان خان تشکیل می‌داد که ابواب‌البر در دور آن ساخته شده و دیگر اماکن شهری نیز در اطراف آنان بنا شده بودند.
این شهر توسعه‌یافته با باغات اطراف آن غازانیه نام گرفت و موقوفات بسیاری برای آن وقف شد.

#### اجزای اصلی شهر غازانیه[۱۵]
- قبهٔ عالی (گنبد بزرگ، مقبرهٔ غازان خان)
- مسجد جامع
- مدارس
  - مدرسهٔ حنفیه
  - مدرسهٔ شافعیه
  - مدرسهٔ حکیمیه
- خانقاه
- دارالسیاده
- رصدخانه
- دارالشفا
- دارالایتام
- بیت‌الکتب
- بیت‌القانون
- بیت‌المتولی
- حوض‌خانه
- گرمابه
- بوستان و قصر عادلیه

#### مقبرهٔ غازانی[۱۶]

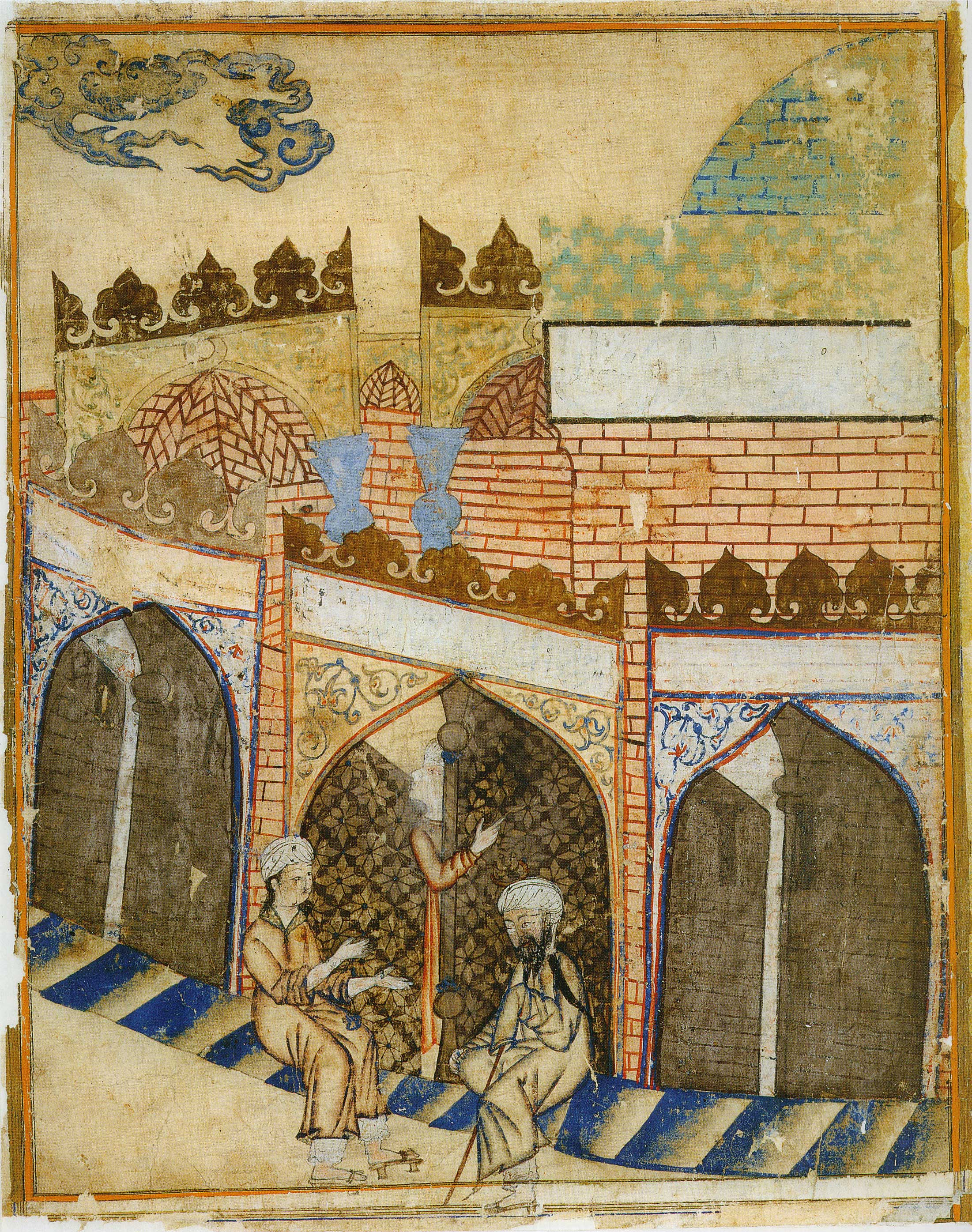
مینیاتوری از مقبرهٔ غازان خان

مقبرهٔ غازانی یا قبهٔ عالی یکی از عجایب دنیای آن زمان به‌شمار می‌آمد و از نظر معماری نیز بهترین و باارزش‌ترین ساختمان ممالک اسلامی بود.
در تاریخ و صاف مسطور است غازان خان برای ساخت آن مهندسان حاذق و معماران ماهر را از عرب و عجم و هند حاضر کرد و طرح اصلی ساخت هم بر عهدهٔ خودش بود. در اساس و بنیان این عمارت مقدار کثیری آهن‌آلات و ارزیز از روم آورده در آن‌جا به‌کار بردند و چون دایرهٔ گنبد از سطح زمین ارتفاع یافت در استعمال آجر و برآوردن دیوارها شروع کردند ضخامت دیوارها سی و سه آجر بهم چسبیده بود و هریک از آجرها ده من وزن داشت ارتفاع قبه صد و سی گز (۱۳۵٫۲ متر) (هر گز ۱۰۴ سانتی‌متر می‌باشد) و طول دیوارها هشتاد گز و کتیبه و شرفات قبه ده گز و طاس قبه چهل گز و محیط آن پانصد و سی گز بوده است و شکل این بنا از قراری که مورخان نوشته‌اند به شکل برج بزرگی بود که بالای آن گنبدی ساخته بودند قریب به شکل گنبد سلطانیه مقبرهٔ اولجایتو سلطان محمد خدابنده و دوازده ضلع داشت بر هرضلع آن صورت برجی از بروج دوازده‌گانه نقش بود.
این عمارت از مهندسی‌ترین عمارات عالم بود. در سال ۶۹۶ شروع به ساخت شد و در سال ۷۰۲ به‌اتمام رسید که تکمیل کامل آن که بیش‌تر به تزیینات اختصاص داشت تا سال ۷۰۳ ادامه یافت.

#### وقف‌نامهٔ غازانیه[۱۷]
اصل وقف‌نامه در دست نیست اما خواجه رشید الدین فضل‌الله همدانی در جامع‌التواریخ مفاد اصلی آن را آورده است.
کارهای خیری که مخارجی برای آن وقف شده و در وقف‌نامه درج شده است عبارتند از:
- برای پذیرایی و غذادادن در کوشک عادلیه برای سرداران مغول و دیگران که برای زیارت آمده‌اند و غیر از آن برای تهیه روزانه مواد غذایی برای پخت غذا و کسانی که مسئول این کارند.
- برای آش بیرونی؛ صدقه و آش بزرگی که هر سال در سالگرد وفات واقف (غازان خان)، مهیا شده و به حضار از مجاوران بقعه، ائمه، اعیان و مستحقان تبریز بدهند.
- برای حلاوه، تهیه حلوا برای پذیرایی از اهالی مسجد، خانگاه، مدرسه و دیگران در شب‌های جمعه.
- برای خرج مصارف عاشورا، شب برات، اعیاد و روزها و شب‌های متبرکه.
- برای مکتب ایتام؛ که همواره صد نفر یتیم را قرآن آموزند و تربیت کنند؛ چون قرآن آموختند، به عوض ایشان صد کودک دیگر بیاورند و معیشت همهٔ این کودکان را تأمین و همه را سنّت بکنند و مواجب پنج نفر معلم و پنج رقیب و پنج عورت را که از کودکان مزبور غم‌خوارگی کنند بپردازند.
- برای هدیهٔ پوستین؛ به مستحقان مسکین هر سال دو هزار پوست گوسفند خریداری و هدیه کنند.
- برای تهیه هر ساله صد جلد مصحف تازه به عنوان هدیه.
- برای تربیت اطفال سر راهی؛ کودکانی را که به راه می‌اندازند بر گیرند و اجرت دایه‌ها و مایحتاج ایشان را بدهند تا آنگاه که بزرگ شوند و به سن بلوغ برسند و صنعتی یا پیشه‌ای بتوانند بیاموزند.
- برای کفن و دفن افراد خارجی یا غریبی و بی‌کسی که در تبریز فوت می‌کنند.
- برای چینهٔ مرغان؛ در شش ماه زمستان که سرما و برف باشد؛ دانه‌ها را بر بام‌ها بریزند تا بخورند و هیچ‌کس آنان را نگیرد.
- برای پنبهٔ بیوه زنان؛ برای پانصد تن بیوه زن درویش، هر سال پنبهٔ محلوج بدهند هر یکی را چهار من (حدود ۳٫۵ کیلوگرم)، تا مایه سازند.
- برای عوض ظرف‌های شکسته؛ امینی را در شهر تبریز نصب گرداندند که عوض سبو و کوزه‌ای را که غلامان و کنیزکان و کودکان هنگام آب کشیدن بشکنند و از صاحبشان بترسند، بدهد.
- برای راه و ساخت پل؛ پاک کردن راه‌ها از سنگ و پل بستن بر برجوی‌ها تا هشت فرسنگی تبریز از محل معین.
- برای تعمیر موقوفات؛ ساختمان‌ها و ضیاع و عقار و مستغلات موقوفه از وجه معین در ولایت تعمیر و مرمت گردد.

#### تأمین مخارج موقوفات
غازان خان برای تأمین مخارج این موقوفات بزرگ قسمتی از درآمد دارایی شخصی خود (اینجو) را طبق اصول شرعی تعیین و برای این کار بودجهٔ مهمی را وقف کرد. برای تنظیمات و کنترل بودجه، دیوانی ایجاد کرد و ادارهٔ آن را به عهدهٔ کورتیمور و ترمتاز از امرای نامدار گذاشت. علاوه بر این هر ساله یک دهم وجوه و اشیای با ارزشی که برای خزانه آورده می‌شد را نیز برای استفاده در این مکان امر کرد.
غازان خان قسمتی از درآمد موقوفات را از اراضی که برای آبیاری، در نزدیکی حله و کربلا جدیداً تأسیس شده بود ارائه کرد. در اینجا آب فرات توسط کانال‌هایی به اراضی تازه تأسیس برای کشاورزی کشیده شده و این زمین‌های آماده کشاورزی خریداری شده، به مجموعهٔ غازانیه وقف شده بود. در کنار این، درآمد ولایت اوجان و چند دهکده نیز به غازانیه منتقل می‌شد.

#### ویژگی‌های غازانیه
غازانیه تا حدی توسعه یافت که به رقابت با تبریز پرداخت و به‌قول رشیدالدین شهری بزرگ‌تر از محوطهٔ قدیم تبریز شد.
از دیگر اقدامات در غازانیه این بود که تجار از غازانیه عبورکند و بار خود را در آن‌جا بگشایند و بدین ترتیب غازانیه در مسیر جاده ابریشم قرار گرفت و اهمیت تجاری آن بالا رفت.
حمدالله مستوفی در نزهه‌القلوب از غازانیه با عنوان اثری که در ایران مانندش پیدا نمی‌شود یاد می‌کند.
در کنار فعالیت‌های علمی و دینی منطقه، پخش آش نذری در روزهای معین، سرپرستی نمودن مردم بی‌کس و فقیر و زنان و کودکان بی‌سرپرست، محافظت از پرندگان گرسنه در فصل زمستان، عوض کردن کوزهٔ خدمت‌کارانی که هنگام آب بردن می‌شکسته برای از بین بردن تنیدگی آنان و دیگر کارها نشان دهندهٔ ایجاد شرایط اجتماعی با روحیه‌ای دقیق، ظریف و حساس است. باید قبول کرد که در دوران باستان و قرون وسطی و حتی دوران مدرن برخورد به چنین شرایط اجتماعی نادر است.
با در نظر گرفتن اقامت مدرسان، دکترها، حکیمان، فیلسوفان، سیدها، صوفیان و امامان مسجد می‌توان تعداد کارکنان غازانیه را چند صد نفر تخمین زد، البته با در نظر گرفتن طلبه‌ها و بیماران محقق است این رقم از هزار نیز بیشتر خواهد شد.
با توجه به ساختار غازانیه، این مکان محل فعالیت‌هایی در زمینه‌های سلامتی، آموزشی، دینی، علمی و فرهنگی برای دولت ایلخانی و مرکز بزرگی بود که در آن محل نگهداری پرونده‌های دولتی، رصدخانه و کتاب‌خانه دیده می‌شد. از این رو می‌توان نیت اصیل غازان خان را در ایجاد این مرکز بزرگ علمی، اجتماعی، فرهنگی و دینی تخمین زد. اساساً وقف بودجهٔ بزرگی نیز به این مکان، این را گویاست.
بافت ساختاری شهر غازانیه قطاعی بوده است که در بافت قدیمی امروز نشانه‌های آن کاملاً مشخص است.

### غازانیه بعد از غازان خان
غازان خان در یازدهم شوال سال ۷۰۳ قمری در نزدیکی قزوین درگذشت و جنازهٔ او را با تشییع‌جنازه‌ای باشکوه به غازانیه آورده و در مقبره‌ای که ساخته شده بود دفن کردند.
غازانیه که بعدها با اسم شنب غازان و شام غازان مشهور شد نقش بزرگی در تاریخ آذربایجان بازی کرد. از طرفی به‌دلیل وجود مقبرهٔ غازانی و قبر غازان خان که با عدالت و بزرگیش به فردی اسطوره‌ای تبدیل شده بود؛ تقدس یافت و از زیارتگاه‌های عمومی مردم شد از طرفی هم به‌علت اهمیت استراتژیکی بسیار بالایش میدان جنگ دولت‌های بعدی به‌خصوص دولت صفوی و دولت عثمانی شد که آثار بسیار مخربی بر جای گذاشت. برج غازانیه یا مقبرهٔ غازانی با ارتفاع و بزرگی کم‌نظیرش در طول تاریخ چشم‌های بسیاری را به‌خود خیره کرد و ابهتش را به نمایش گذاشت.

#### قیام شام[۲۷]
در سال ۷۸۸ ه‍.ق دوران حکومت سلطان احمد جلایر مصادف با فتح تبریز به‌وسیلهٔ امیر تیمور شد.
زمانی که تیمور برای فتح تبریز بر دیوارهای شهر رسید شهر برای دفاع آماده و دروازه‌ها بسته بودند؛ تیمور سریعاً شهر را به محاصره درآورد.
تیمور برای فتح تبریز اقدام به حفر قنب و ویران کردن دیوار به‌وسیلهٔ انفجار باروت نمی‌کند زیرا اهالی شنب غازان که از ظلم و ستم حکومت و دوران رنج‌بار دست‌به‌دست شدن تبریز به‌ستوه آمده بودند دست به قیام علیه احمد زده و بدین طریق با تیمور همراهی می‌کنند. تیمور نیز نگهبانانی از آن سوی دیوار برای مساعدت شام غازانی‌ها می‌فرستد.
شامی‌ها در دو روز تبریز را تصرف می‌کنند و دروازه‌های تبریز به‌روی تیمور گشوده می‌شود. به‌دلیل شفاعت بزرگان به‌خصوص اقدامات شنب غازانی‌ها تیمور از تاراج و قتل‌عام تبریزی‌ها صرف نظر می‌کند.

#### دارالأمان عثمانی
در دوران سلطنت شاه تهماسب اول صفوی، سلطان عثمانی، سلیمان اول، مشهور به قانونی برای سفر جنگی خود موسوم به سفرعراقین مهیا شد. امیرالامرای آذربایجان الامه که از شاه صفوی رنجیده بود سلطان سلیمان را به لشکرکشی به آذربایجان و تصرف تبریز تحریک کرد. بنابراین ابراهیم پاشا مشهور به ابراهیم پارگایی وزیر سلطان سلیمان مأمور تصرف آذربایجان و تبریز شد. وی در اوایل محرم سال ۹۴۱ ه‍.ق/ژوئیهٔ ۱۵۳۴م. موفق به تسخیر تبریز شد.
ابراهیم پاشا برای مطیع ساختن همیشگی تبریز اقدام به ساخت قلعه‌ای در شنب غازان کرده مصارف سنگینی نیز برای ساخت آن متحمل شد و هنگام ترک تبریز برای محافظت آن هزار نفر تیرانداز و بعضی امرا را در آن‌جا نگهبان گماشت.
این قلعه بارها در میان دولتین عثمانی و صفوی دست‌به‌دست شد.

#### تخریب عمارات غازانی[۳۰]
در سال ۱۰۱۸ ه‍.ق برای بار دیگر که شنب غازان به دست دولت صفوی افتاد شاه عباس که قبلاً روش قروق کردن و محافظت از شنب غازان را عملی می‌دید این بار دستور تخریب عمارت‌های غازانی را صادر کرد سوای مقبرهٔ غازان خان، مسجد جامع، خانقاه و احتمالاً یکی از مدارس. او دلیل این‌کار را جلوگیری از اقامت عثمانی‌ها در عماراتی که ظرفیت چهارهزار سپاهی را داشت، مستحکم‌تر کردن قلعه و در نتیجه اشغال تبریز و قتل تبریزی‌ها، عنوان کرد.

#### شنب غازان در زلزله‌های تبریز
بناهای شنب غازان خصوصاً مقبرهٔ غازانی در زلزله‌های تبریز آسیب‌های جزئی می‌دید که آن هم توسط شاهان تعمیر می‌شد؛ مانند تعمیر شکاف گنبد مقبره در زمان شاه تهماسب.
اما در زلزلهٔ سال ۱۰۵۰ ه‍.ق مقبره آسیب جدی دید و بی‌توجهی به تعمیر آن باعث شد در زلزلهٔ سال ۱۱۹۴ ه‍.ق با بقیهٔ عمارات به‌کلی با خاک یکسان شود.
زلزله‌ها حتی بافت شنب غازان را با تخریب خانه‌ها و بناهای آن تغییر دادند به‌طوری‌که تا نیم قرن پیش تنها قسمت جنوب شرقی بافت قطاعی غازانیه بافت مسکونی شنب غازان به‌حساب می‌آمد.

#### عاقبت عمارات شنب غازان
بعد از زلزلهٔ سال ۱۱۹۴ ه‍.ق عمارات شنب غازان به حالت خرابه درآمد و با این حال ابهت آن مسافران را خیره می‌ساخت.
به‌علت موقوفه بودن عمارات مردم از نظر شرعی از استفادهٔ اشیای عمارت‌ها پرهیز داشتند و با گذشت سال‌ها این خرابه‌ها مانند تپه‌هایی در شنب غازان نمودار بودند که در همان سال‌ها فتوای دو عالم در جهت حلال بودن استفاده از بقایای عمارت‌ها باعث شد در طول بیش از یک قرن مردم شنب غازان، تبریز و سوداگران آثار باستانی برای کسب سود اقدام به حفاری و غارت اشیای نفیس عمارات کنند. کمپ‌های تحقیقاتی کشورهایی چون ایتالیا در دههٔ چهل معاصر نیز باعث خروج اشیای باارزش از کشور شد. بی‌توجهی دولت قاجار و پهلوی مهم‌ترین عامل این کاوش‌های مخرب بود.
تپه‌های کوچک شدهٔ عمارات که در اواخر دوران پهلوی عامل و ناقل بسیاری از بیماری‌ها می‌توانست باشد با کوشش انجمن محله و اهالی، با آثار باقی‌مانده تسطیح و صاف شد و بناهایی دولتی در محدودهٔ آن ساخته شدند که تا به امروز باقیست! امروز از آن همه شکوه جز تعدادی اشیای باقی‌مانده و آجرهای آن در بافت خانه‌های قدیمی دیگر چیزی باقی نیست و با بی‌لطفی تمام حتی نام مقبره نیز نمانده است. تنها اهالی هستند که این محدوده را به‌نام گونبز (گنبد) می‌خوانند.

## شنب غازان از نگاه جهانگردان
در سال ۷۳۱ ق/۱۳۳۱ م، سیاح معروف، ابن بطوطه هنگام عبور از تبریز ازمدرسه و زاویه‌ای که در کنار مقبرهٔ غازان خان بود و از پذیرایی از کسانی سخن می‌گوید که در حال رفت‌وآمد به آن‌جا بودند.
در تاریخ ۱۰۴۵/۱۶۳۵ حاجی خلیفه کاتب چلبی کسی که با اردوی عثمانی وارد تبریز شد در اثر خویش شنب غازان را به تصویر کشیده است. مؤلف از ویژگی‌های شنب غازان (شام قازان) قرارگیری آن میان درختان و قابلیت رؤیتش از مسافت دور و همچنین شباهت آن به برج گالاتا’ی استانبول را به دقت کشیده است و بحث از هدف استفاده از اهمیت استراتژیکی آن توسط اردوی عثمانی کرده است.
در تاریخ ۱۰۵۰ ه‍. ق، اولیاء چلبی، سیاح معروف عثمانی میان عمارات مهم شهر شنب غازان (شام‌غازان) را نیز به حساب می‌آورد. وی از گنبد مقبرهٔ غازان خان به عنوان گنبدی که سر آن به آسمان‌ها می‌خورد بحث کرده، ثبت می‌کند که یک طرف درِ عمارت مقبره در اثر زلزله ازبین رفته است.
وی بیان می‌کند که گنبد و مقبرهٔ محمود غازان شاه از فاصلهٔ شش ساعته به تبریز نمایان بود.
او در بین دروازه‌های شهر تبریز دروازهٔ شنب غازان و در بین مساجد آن مسجد جامع سلطان محمود غازان را نیز ذکر می‌کند.
تاورنیه بازرگان و جهانگرد فرانسوی که در سال ۱۰۴۶ ه‍. ق، به ایران سفر کرده «از آنهمه بنای زیبا که در شام غازان بوده فقط برجی را دیده که میان دشت، در سمت باختری تبریز قد علم کرده بود. هر چند در آن تاریخ بیش از نیمی از بنای مزبور بر اثر مرور زمان و حوادث دوران فرو ریخته بود. اما تاورنیه آن را به‌غایت مرتفع می‌خواند و از خرابهٔ دیوارهای دور آن نوشته و به‌ابهت آن اشاره می‌کند.
در نیمهٔ اول سدهٔ ۱۷، سیاح آدام اولئاریوس هنگام زیارت شنب غازان، شباهت برج آن را به برج گالاتا (غلطه) ی استانبول را ذکر کرده تخریب آن توسط زلزله‌های به وقوع پیوسته را می‌نویسد. با استناد به ثبت همین سیاح هم مشاهده می‌شود که یکی از دروازه‌های شش‌گانهٔ تبریز نام «شنب غازان قاپوسی» را به دوش می‌کشد.
سیاح معروف فرانسوی ژان شاردن در تاریخ ۱۶۷۳ در سیاحتی که در تبریز داشت از عمارات غازان خان فقط از یک مناره بحث می‌کند.
بعد از شاردن سیاح دیگری که از وضعیت شنب غازان اطلاعاتی می‌دهد، جملی کارری سیاح ایتالیایی می‌باشد.
سیاح در ماه ژوئن سال ۱۶۹۴ از شنب غازان دیدن کرده و از بزرگی برج آن و تزیین آن با کاشی‌های پرنقش و نگار و خطوط و اعداد بحث می‌کند.
در اواخر سدهٔ نوزدهم، مادام ژان دیولافوا سیاح فرانسوی‌ای که از تبریز زیارت کرد از گنبد شنب غازان فقط از خرابه‌ای که به یک تپه تبدیل شده است بحث می‌کند. وی کاشی‌های منقش و زیبایی را به‌همراه سنگ‌های نفیس پراکنده در زمین می‌بیند.

## مشاهیر

### تاریخی

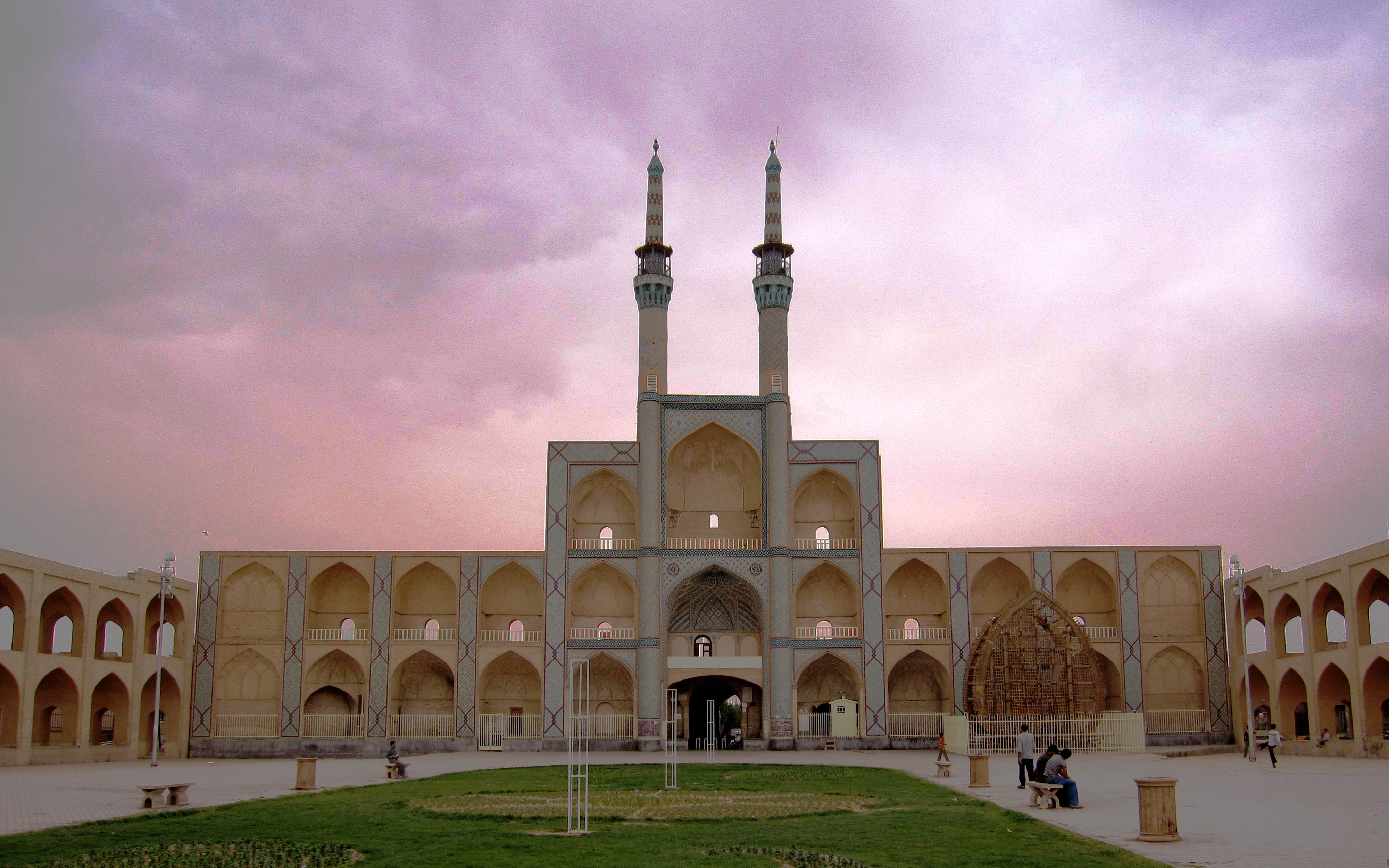
میدان امیر چقماق در یزد، از آثار امیر چقماق

- حسام‌الدین سالار شامی
- مولانا بخشایش شامی
- مولانا نظام‌الدین شنب غازانی
- همام‌الدین شامی
- امیر جلال‌الدین چقماق شامی
- امیر اسماعیل شنب غازانی
- سید حسین حسینی
- میرزا محمد حسینی

### معاصر

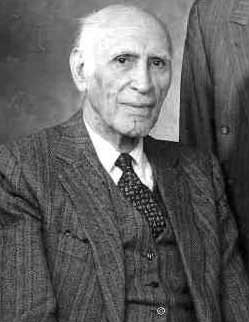
پروفسور یحیی عدل، پدر جراحی ایران

- پروفسور یحیی عدل
- شیخ حسین آقا شنب غازانی
- محمد صاحب‌نظر
- محمدرضا زنوزی
- رحیم شهریاری
- محمدحسین افشاری

### کشته شدگان جنگ ایران و عراق
شنب غازان در طول ۸ سال جنگ ایران و عراق، مجموعاً ۷۲ تن کشته شدند که رقم قابل توجهی در بین محلات دیگر تبریز است. سید رفیع رفیعی از کشته شدگان شنب غازان معروف به «چمران آذربایجان» بوده است.

## اماکن تاریخی

### حمام شنب غازان
کالبد وضع موجود بنای حمام شنب غازان به دورهٔ قاجاریه مربوط می‌شود که در سال ۱۳۴۵ قمری توسط عباسعلی بن حاج محمد حسن تجدید بنا شده است.
پلان بنا شکل خاصی داشته و مانند ابنیه هم دوره خود نیست.
حمام شنب غازان در یک طبقه دارای ورودی، میان‌در، گرم‌خانه، نظافت‌خانه، سرویس‌های بهداشتی، خزینه و خلوتی می‌باشد.
این حمام به مساحت ۳۰۰ متر مربع، وقفی بوده و توسط ادارهٔ اوقاف اداره می‌شود.
گذشت زمان و رطوبت به عنوان آسیب‌های طبیعی و برخی تغییرات انسانی در فرسوده شدن بنای حمام تأثیرگذار بوده است.
در سال ۱۳۹۰ حمام تاریخی شنب غازان به شمارهٔ ۲۹۵۲۶ تبریز در فهرست آثار ملی کشور به ثبت رسید.
این بنا هم‌اکنون در کوی شهید مجید شنب غازانی (اشاغی کوچه) قرار داشته و علی‌رغم ثبت ملی شدن از طرف ادارهٔ اوقاف به اجارهٔ مسکونی داده شده است.

### مسجد اعظم‌المهدیه
این مسجد در میان اهالی مشهور به بؤیوک مسجید (مسجد بزرگ) است و می‌توان گفت تنها بنایی است که با حفظ هویت عبادت‌گاه بودن خود از دوران غازانی تا به‌حال در محدودهٔ خود تجدید بنا شده است.
مسجد جامع غازانیه در دوران قاجار در اثر مرور زمان و زلزله‌های ویران‌گر خراب شده بود که با همت اهالی مسجدی در چند متری این مسجد به طرف شرق در همین دوران با نام سالار مسجیدی (مسجد سالار) با اصول معماری اسلامی و شیوهٔ آذری البته بدون مناره و با مصالح مسجد جامع مخروبه ساخته می‌شود.
مسجد جامع در سال ۱۳۱۱ ه‍.ش و بار دیگر در سال ۱۳۵۵ با نام مسجد بزرگ دوباره تجدید بنا می‌شود. این تجدید بنا با کم‌ترین اصول معماری اسلامی ساخته شده و در ساخت آن نیز از قطعاتی از بنای منهدم مقبرهٔ غازانی استفاده می‌شود. سنگ‌های بزرگ قسمت شمالی مسجد و پی آن از این جمله است. گرچه این سنگ‌ها با اسلوب منظمی چیده نشده اما تاریخی از دوران باشکوه غازانی را در بافت خود دارد. این مسجد بعدها موسوم به نام رسمی مسجد اعظم‌المهدیهٔ شنب غازان می‌شود.
مسجد باشکوه سالار در خیابان کشی خیابان شهید سید رفیع رفیعی (یوخاری کوچه - ۱۸ متری شنب غازان) در اوایل دههٔ هفتاد معاصر تخریب شده و مصالح آن که یادگاری از مسجد جامع غازانیه بود از بین می‌رود.

## منطقهٔ مسکونی[۴۳]

### بافت قدیمی
بافت قدیمی شنب غازان با توجه به باقت یک قرن پیش شناخته می‌شود. این بافت کوچک‌تر از بافت مسکونی شهر غازانیه بوده و با توجه به بافت قطاعی غازانیه، قسمت جنوب شرقی باقی‌مانده از بافت مسکونی آن شهر است. امروزه این بافت عبارت است از:
- کوی شهید مجید شنب غازانی (اشاغی کوچه)
- کوی شهدا (آرا کوچه)
- خیابان شهید رفیع رفیعی (یوخاری کوچه)
- خیابان استاد شهریار (گوجووار یولی)
- کوی شهید احمد کباری (حامام دامی)
- کوی عرب (عرب دربندی)

### بافت جدید

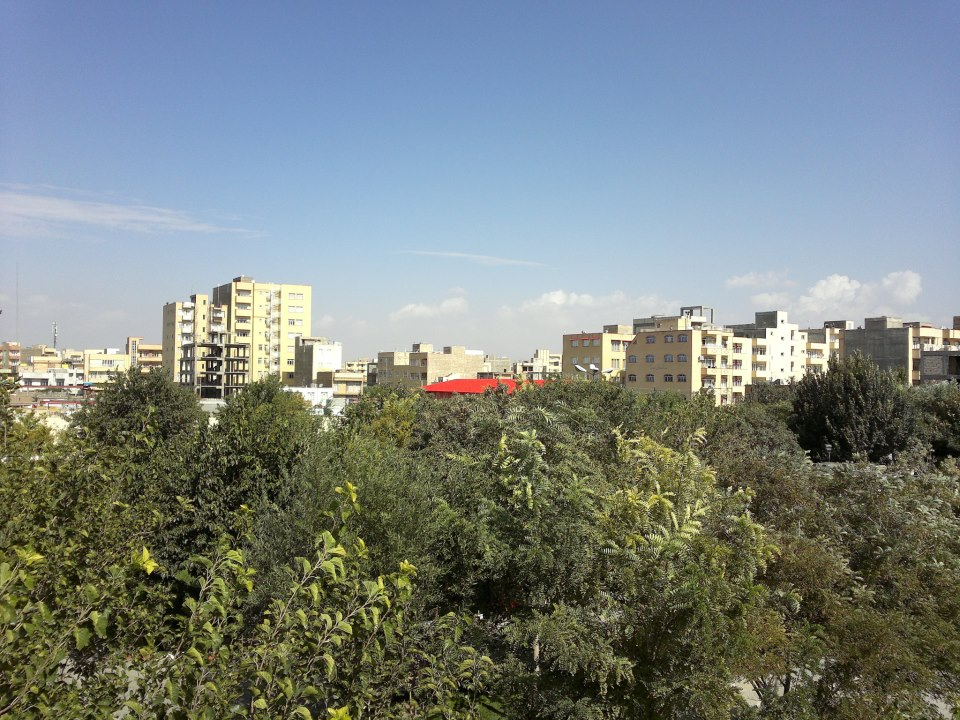
نمایی از محلهٔ شنب غازان

در پی تصویب طرح توسعهٔ شهرها و روستاها در اوایل دههٔ پنجاه توسعهٔ مردمی نیز همراه با توسعهٔ دولتی در غرب تبریز و بافت کوچه‌باغی آن و در شنب غازان انجام گرفت و باعث شد باغات شنب غازان در کم‌تر از بیست سال جای خود را به خانه‌های مسکونی و آپارتمان‌ها دهند. در این توسعه کوی‌های جدیدی در باغات سابق شنب غازان به‌وجود آمدند که معروف‌ترین آن‌ها عبارتند از:
- کوی محمدی (تازا کند)
- کوی حجاب (باغچالار ایچی)
- کوی آزادی (کورد یئری)
- کوی البرز
- کوی سهند
- کوی دماوند
- کوی سبلان
- کوی تفتان
- قاباق باغ
  - کوی بابک
  - کوی اتحاد
  - کوی سعدی
  - کوی چشمه (بؤیوک چئشمه دربندی)
  - کوی نیلوفر
- کوی بوستان
- کوی شهید رجایی
- کوی شهید یدی
- کوی بهارستان (واغزال دربندی)
- کوی گلستان
- کوی شهدا
- کوی شهید صدوقی (خان دربندی)

## منطقهٔ مزروعی[۴۴]

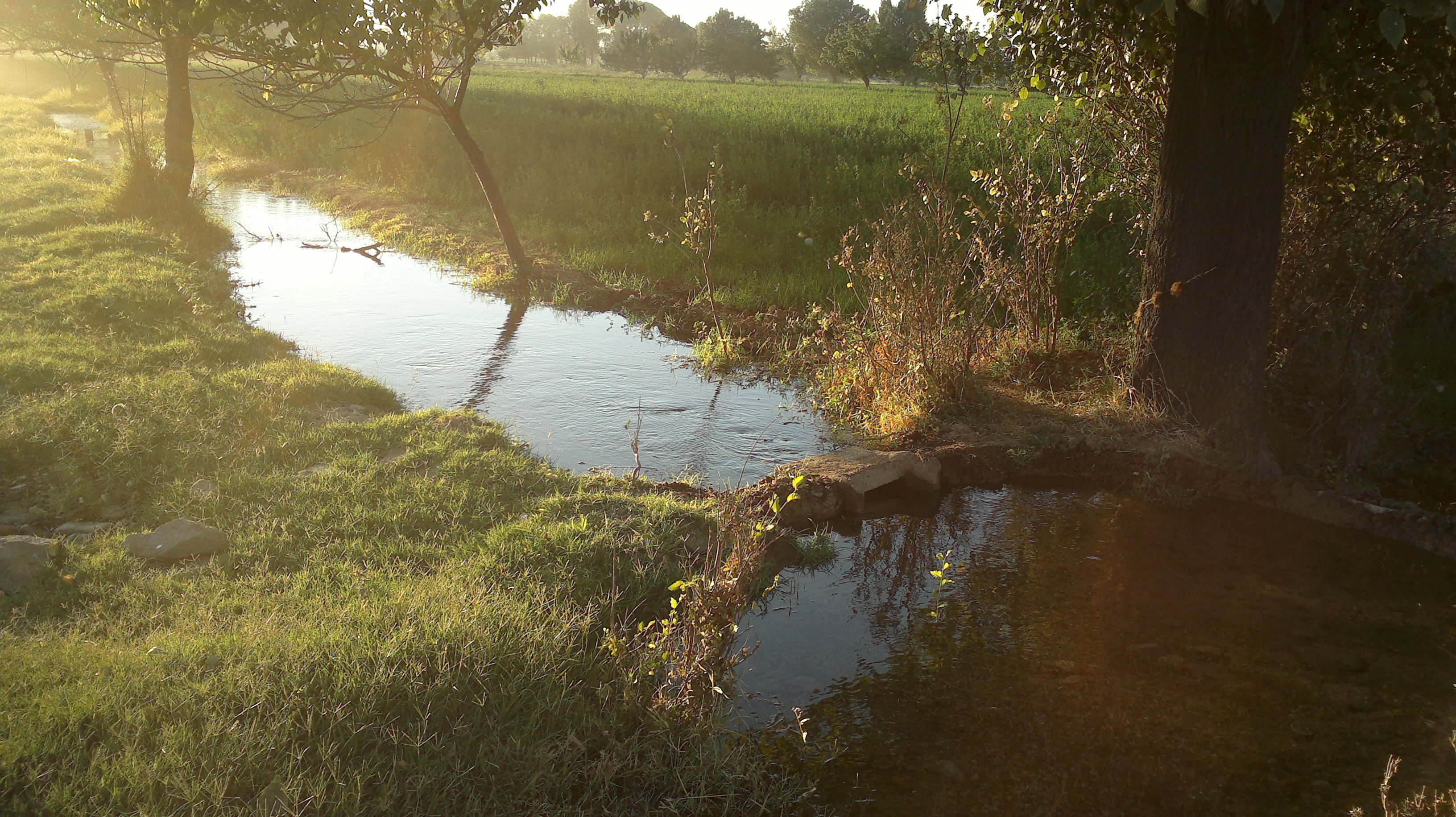
منظره‌ای از منطقهٔ مزروعی شنب غازان

درحالی که اراضی غیر مسکونی شنب غازان در شرق جاده سنتو طی ۲۰ سال گذشته تماماً تبدیل به‌بافت مسکونی شد و بسیاری از اراضی مزروعی آن نیز در غرب جاده سنتو توسط ادارهٔ راه‌آهن و ادارهٔ گمرک و ایجاد کارخانجات صنعتی از بین رفت با این حال قسمتی از آن میان مجموعهٔ راه‌آهن و کارخانجات صنعتی در امان ماند. این زمین‌های کشاورزی با سرسبزی خود ریه‌های تنفسی هستند که در میان منطقهٔ صنعتی تبریز و آلاینده‌های هوا به‌زیست خود ادامه می‌دهند.

## منطقهٔ دولتی[۴۵][۴۶]

### راه‌آهن تبریز
ایستگاه راه‌آهن تبریز در سال ۱۲۹۵ شمسی در اراضی شنب غازان ساخته شد و با مسیر اولیهٔ تبریز - جلفا افتتاح گردید. در سال‌های بعدی مجموعهٔ راه‌آهن با تخریب باغات شنب غازان توسعه پیدا کرده و خود را به‌عنوان اراضی دولتی در محدودهٔ شنب غازان جای داد. امروزه فلکهٔ راه‌آهن تبریز از نقاط پرتردد شهر به‌حساب می‌آید و فضای سبز میدان راه‌آهن نیز به‌عنوان فضایی گردشگری شاهد اجتماع همه‌روزهٔ شهروندان تبریزی است.

## منطقهٔ صنعتی[۴۷]

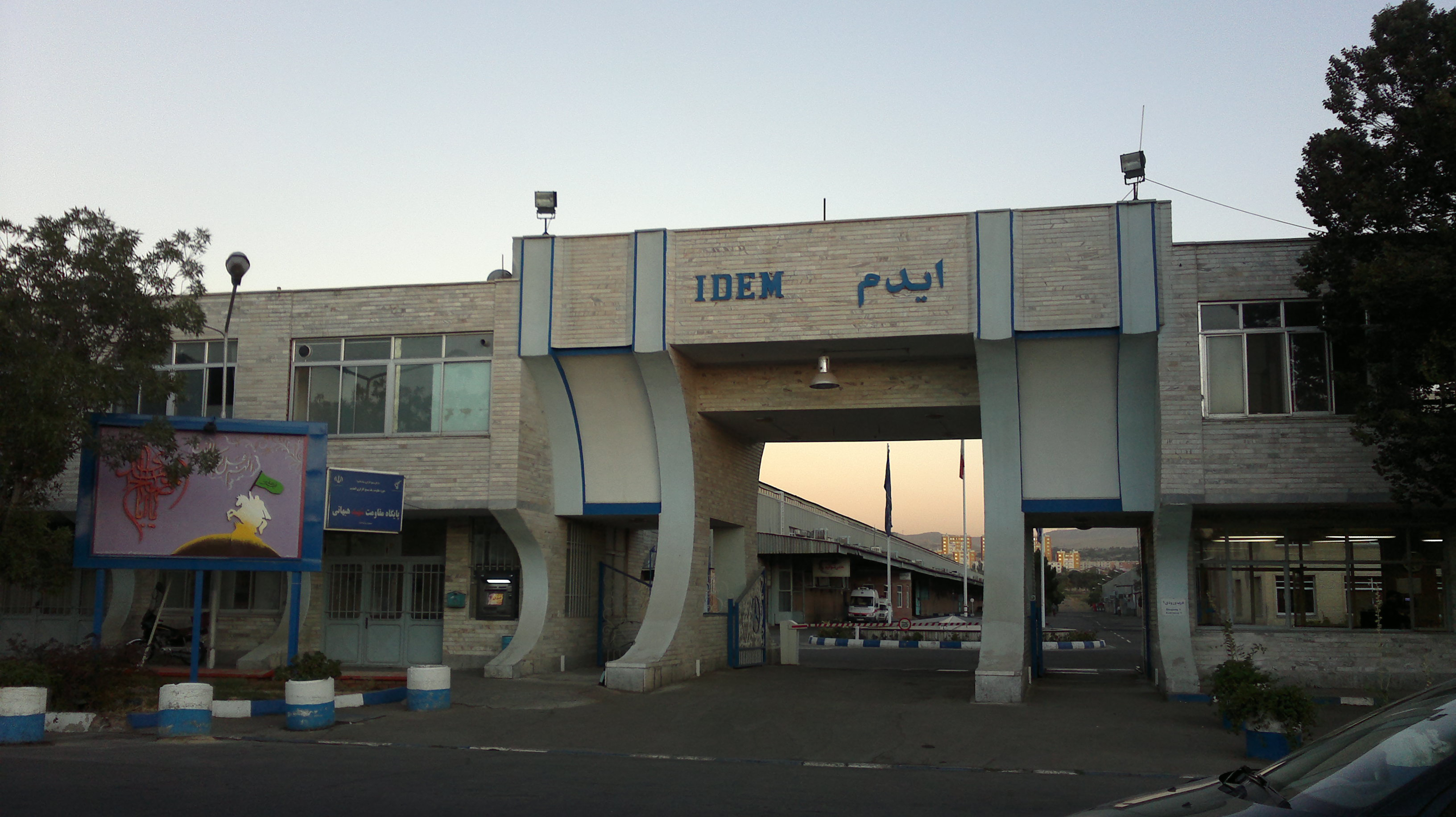
سردر کارخانهٔ ایدم

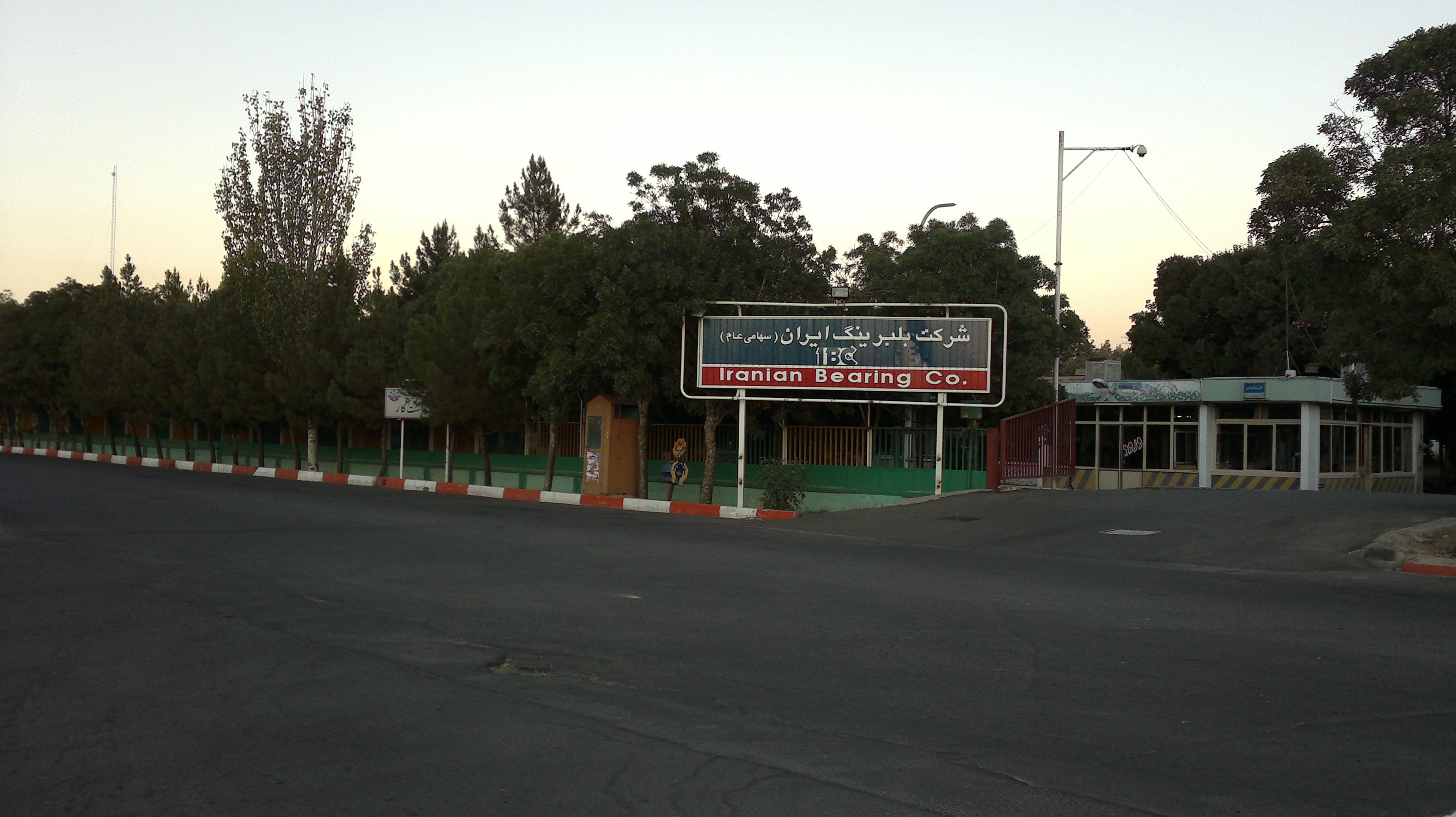
سردر کارخانهٔ بلبرینگ‌سازی ایران

منطقهٔ صنعتی شنب غازان با ساخته‌شدن کارخانه‌های بزرگ و کاربردی همچون موتوژن، چرخشگر، ایدم، بلبرینگ‌سازی، پیستون‌سازی و بنیان دیزل در اراضی مزروعی آن به‌وجود آمد. این کارخانه‌ها به‌همراه دیگر کارخانجات پیرامون منطقهٔ بزرگ صنعتی تبریز را به‌وجود آورده‌اند.

## مراکز دینی
- مسجد اعظم‌المهدیه (بؤیوک مسجید)
- مسجد رضوی (اشاغی مسجید)
- مسجد امام سجاد (آرا مسجید)
- مسجد حسن بقال
- مسجد منا
- مسجد امیرالمؤمنین
- مسجد باب‌الحوائج
- مسجد میدان راه‌آهن
- حسینیهٔ زنجیرزنان
- حسینیهٔ خیریهٔ حضرت ابوالفضل

## مراکز فرهنگی

### مدارس
- پیش دبستانی و مهدکودک
  - مسعود
  - نورا
  - ستایش
- ابتدایی
  - خدیجهٔ کبری (خواجه رشید سابق)
  - قائم
  - شهید اسماعیلی
  - بعثت
  - هوشمند گلها
- دبیرستان (سه‌سالهٔ اول)
  - شهید مباشر اصل (نمونه دولتی)
  - حکیم نظامی
  - فرزانه
  - شهید مستشاری
- دبیرستان (سه‌سالهٔ دوم)
  - حجاب
  - حافظ
- مؤسسات آموزشی
- مؤسسهٔ آموزش عالی نبی اکرم (ص)
- مؤسسهٔ آموزش عالی اسوه

### کتابخانه‌ها
- کتابخانهٔ عمومی شهریار

### کانون‌ها
- کانون فرهنگی-تربیتی المهدی

### مؤسسات
- مؤسسهٔ دارالقرآن چهارده معصوم
- مؤسسهٔ خیریهٔ حضرت ابوالفضل

### سالن‌های همایش
- سالن کانون المهدی
- سالن قبهٔ زرین کتابخانهٔ شهریار

## مراکز درمانی
- بیمارستان شهید طالقانی
- بهداری شنب غازان
- ساختمان پزشکان

## مراکز ورزشی
- سالن ورزشی مدرسهٔ فرزانه
- سالن ورزشی مدرسهٔ قائم

## فضای سبز
- میدان راه‌آهن
- پارک شنب غازان (قبریستان پارکی)
- پارک فرهنگ
- پارک لاله (قاباق باغ پارکی)
- پارک خواجه رشید